# Steinen (Rajna-vidék-Pfalz)
Steinen település Németországban, Rajna-vidék-Pfalz tartományban. Lakosainak száma 233 fő (2023. december 31.).

## Népesség
A település népességének változása:
| Lakosok száma | 168  | 256  | 254  | 238  | 241  | 233  |
|               | 1975 | 2017 | 2019 | 2021 | 2022 | 2023 |